# 奈良県道262号国栖大滝線
奈良県道262号国栖大滝線（ならけんどう262ごう くずおおたきせん）は、奈良県吉野郡吉野町から吉野郡川上村に至る一般県道である。

## 概要
吉野郡吉野町大字国栖から吉野郡川上村大字西河に至る。

### 路線データ
- 起点：吉野郡吉野町大字国栖（国栖交差点、奈良県道16号吉野東吉野線交点）
- 終点：吉野郡川上村大字西河（国道169号交点）

## 路線状況

### 道路施設

#### トンネル
- 国栖トンネル：延長73 m、竣工年不明、吉野郡吉野町

## 地理

### 通過する自治体
- 奈良県
  - 吉野郡吉野町 - 吉野郡川上村

### 交差する道路
| 交差する道路             | 市町村名 | 市町村名 | 交差する場所 | 交差する場所      |
| ------------------------ | -------- | -------- | ------------ | ----------------- |
| 奈良県道16号吉野東吉野線 | 吉野郡   | 吉野町   | 大字国栖     | 国栖交差点 / 起点 |
| 国道169号                | 吉野郡   | 川上村   | 大字西河     | 終点              |

### 沿線
- 大滝ダム
- 浄見原神社
- 匠の聚（たくみのむら）
- 川上村立かわかみ源流学園（終点付近）